# AC Cars

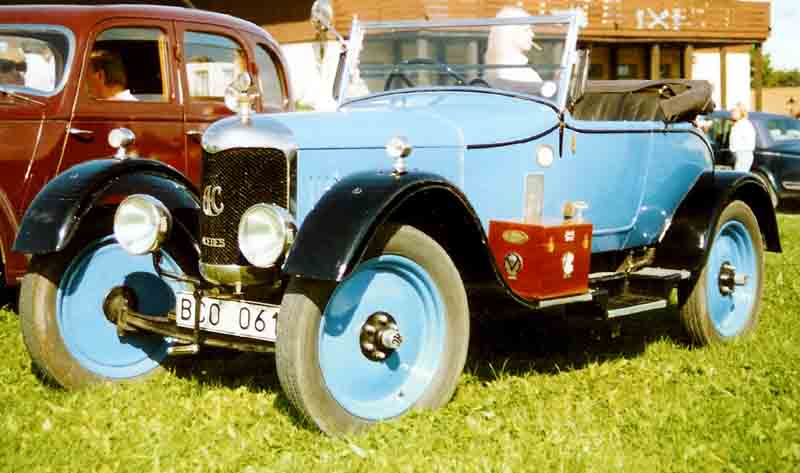
A.C. Royal Roadster 1924

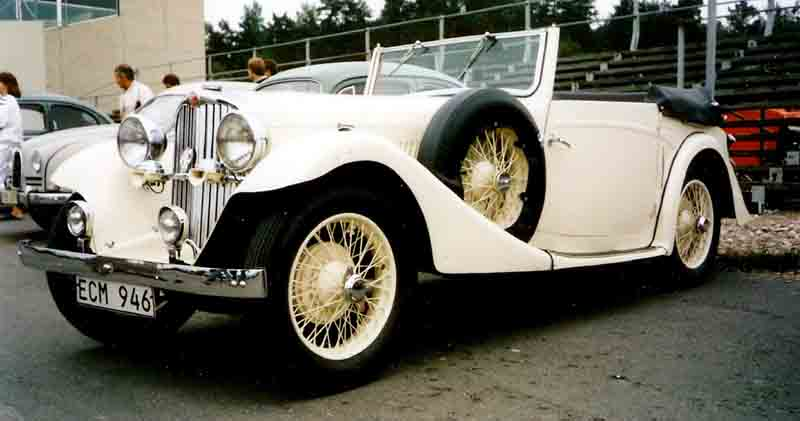
A.C. 16/70 Sports Drophead Coupé 1935

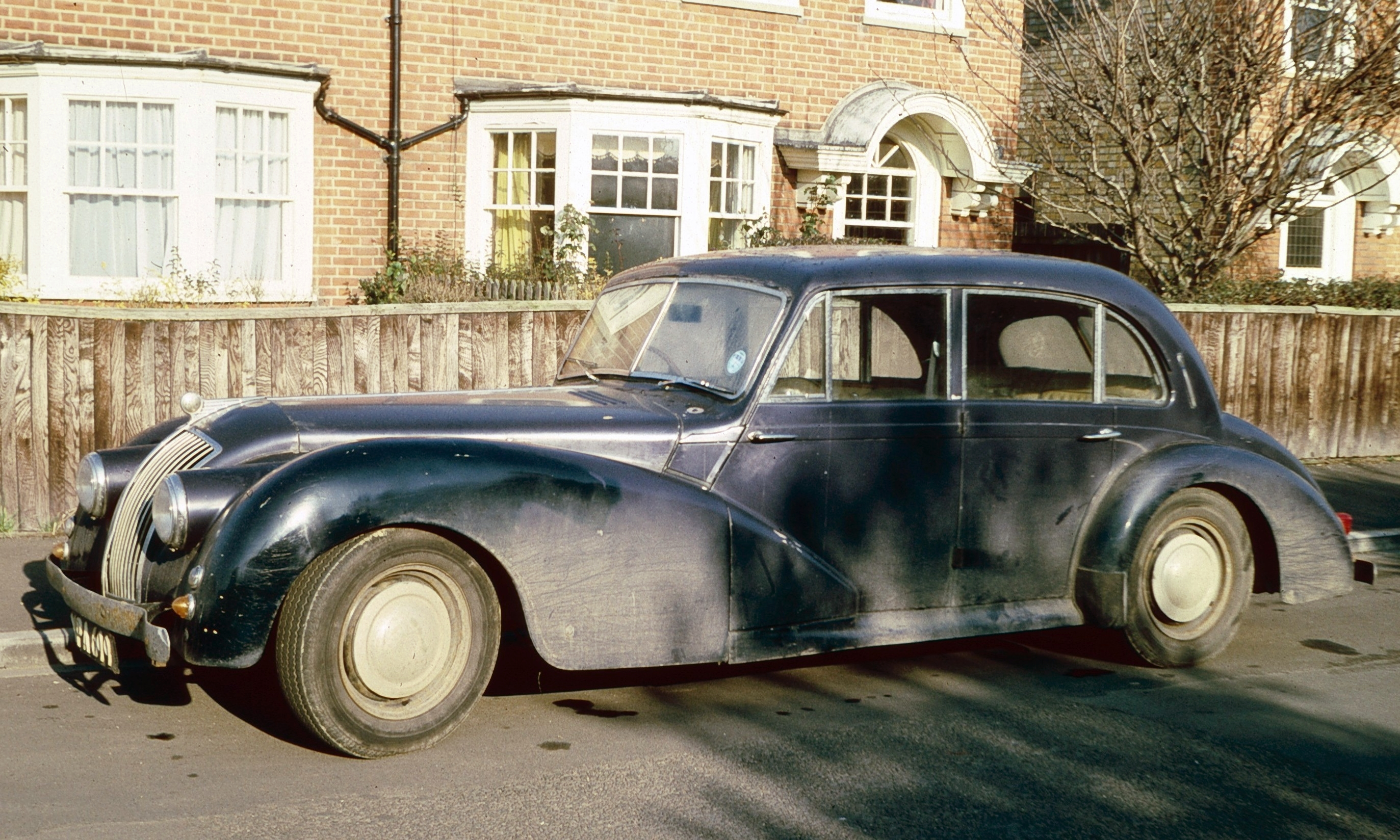
A.C. 2-літри 1947–1956.

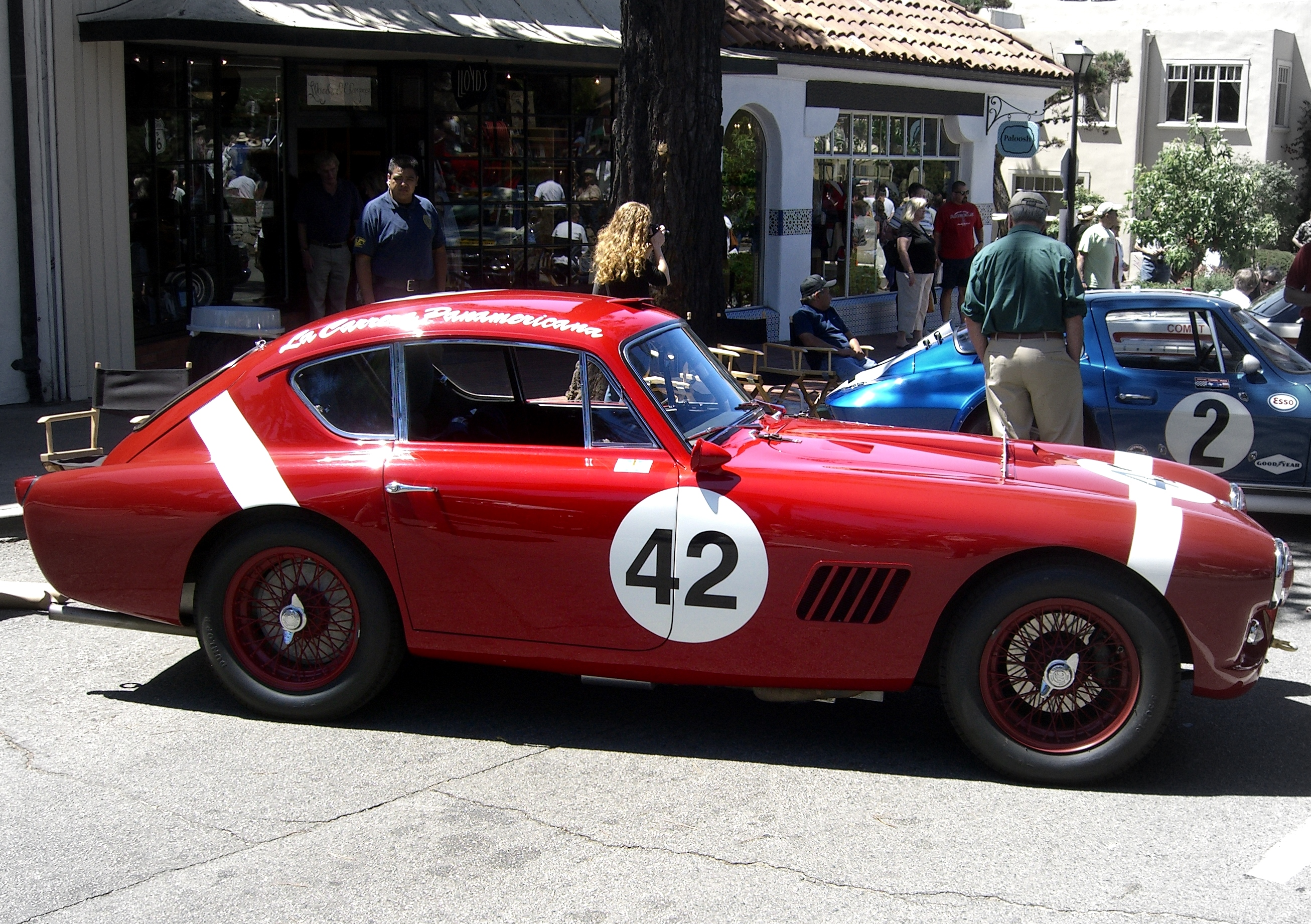
1957 AC Aceca

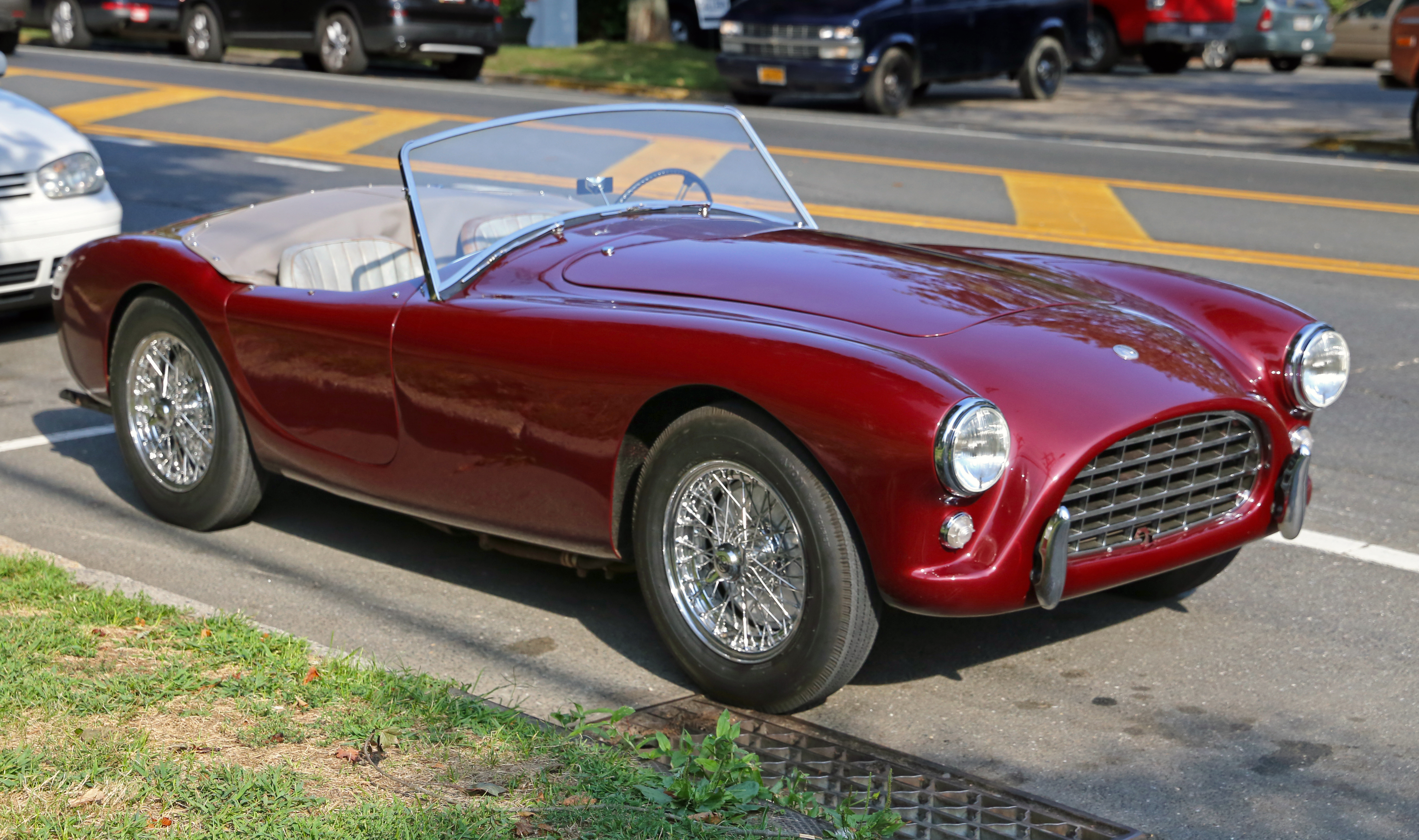
1958 AC Ace

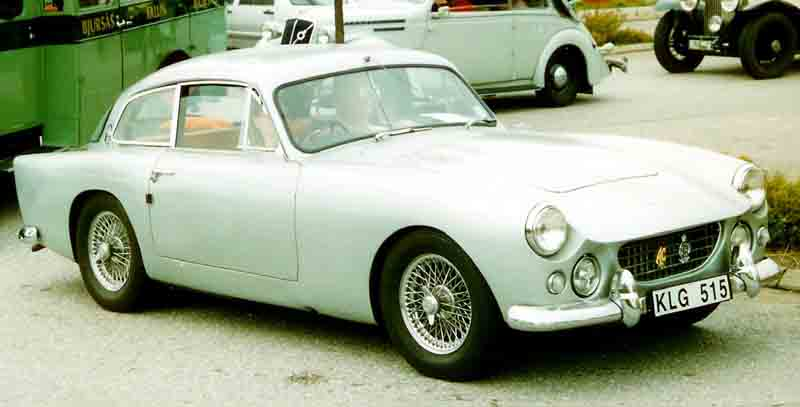
A.C. Greyhound Saloon 1962

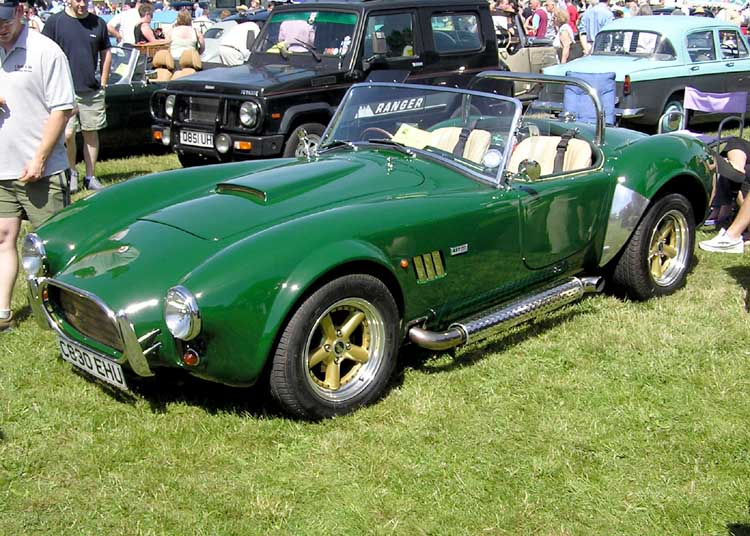
1999 Cobra Replica

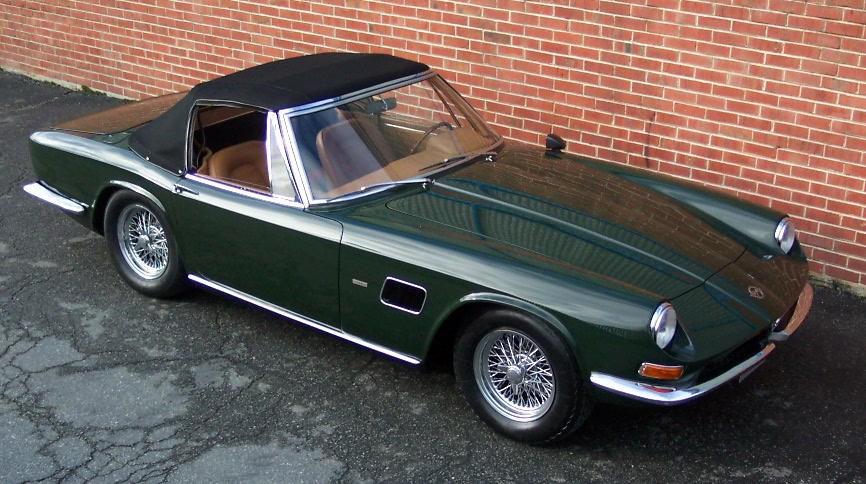
1971 AC Frua

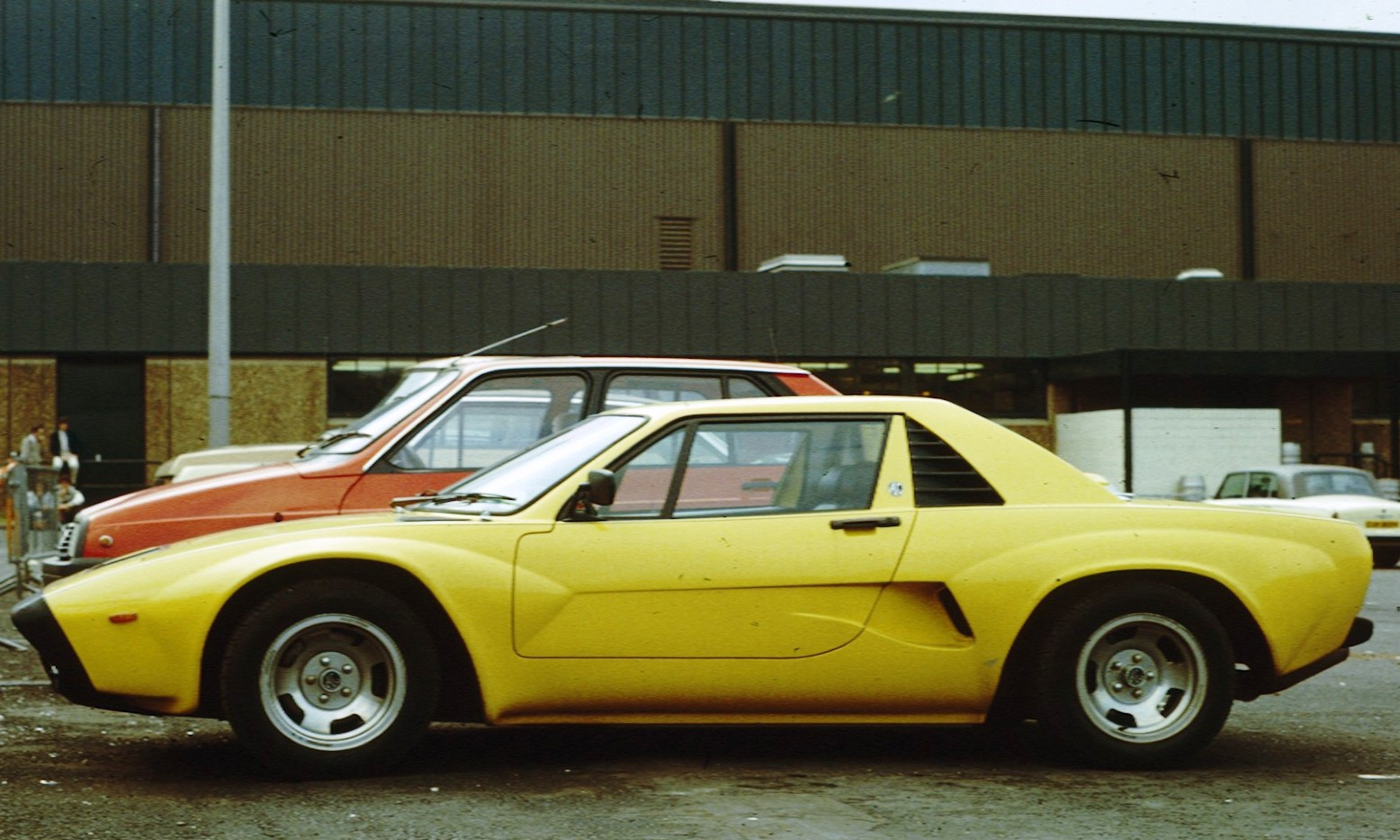
1979 AC 3000ME

Серед усіх компаній, що займаються виробництвом автомобілів, та які розташовані в Англії, однією із найстаріших, по праву, може вважатися фірма AC Cars Ltd. Дана компанія має досить вузьку спеціалізацію — спортивні автомобілі. На тлі всіх існуючих конкурентів їх дуже вигідно виділяють динамічні якості та їздові характеристики.

## Історія
Заснували дану фірму Джон Веллер і Джон Портвайн у Вест Норвуді (Лондон, Сполучене Королівство). Роком заснування компанії AC Cars Ltd вважається 1902 рік. Створюючи компанію, її засновники сподівалися успішно влитися у справу, яка на той момент вважалася дуже вагомою в плані технічного прогресу. Перша машина зійшла з конвеєра заводу через п'ять років — у 1907 році і отримала назву Sociable. Через чотири роки, в 1911 році, назва компанії зазнала змін. Автомобільний концерн став назватися Autocarriers LTD. Але в 1922 році було прийнято рішення повернутися до старої назви — AC Cars LTD. Автомобілі, які компанія випускала з 1919 по 1925 роки, неодноразово брали участь у найрізноманітніших змаганнях і часто доволі успішно. Так, наприклад, саме автомобілю компанії AC Cars LTD належить рекорд максимальної швидкості, який встановлювався серед машин, двигун яких має об'єм лише 1.5 літра. Швидкість склала 100 миль на годину.
У 1960 році концерн випустив машину під назвою Cobra. Її конструктором був Керол Шелбі. Він був першим, кому вдалося майстерно поєднати високу потужність двигуна на 8 циліндрів разом з надзвичайно легкими шасі від авто Ace. З 1987 по 1992 рік автомобільний концерт АС був частиною компанії Ford Motor Company.
У 1996 році компанія вступає вже в іншу групу під назвою Pride Automotive Group Inc.
Автомобіль AC Ace світ побачив уперше на автомобільній виставці в Італії (Турин) 1992 року. Це потужний спортивний автомобіль з кузовом типу кабріолет і традиційним компонуванням. На цій же автомобільній виставці був репрезентований спортивний автомобіль AC Aceca.
До 1995 року було сконструйовано силами фахівців компанії ціле покоління модифікацій AC Cobra Mk IV, але після того, як було продано невелику кількість автомобілів цієї моделі, подальше виробництво було зупинено.